# わが胸に虹は消えず
『わが胸に虹は消えず』（わがむねににじはきえず）は、1957年（昭和32年）7月9日に公開された日本映画。製作、配給は東宝。 モノクロ、スタンダード。同時上映は『強情親爺とピンボケ息子』（宝塚映画作品）。

## 解説
矢代静一と山田隆之の原作による文化放送で当時人気が高かったすれ違いメロドラマを、本多猪四郎が2部構成に分けて演出した。キャスティングは、『ゴジラ』の面子と本多監督の常連俳優たちで占められた。

## キャスト
以下の役名と出演者名は特に記載のない限り東宝に従った。
- 伊東達雄：宝田明
- 麻生伊久子：河内桃子
- 河野純：江原達怡
- 徳岡：平田昭彦
- 島田阿津子：根岸明美
- 島田武：土屋嘉男
- 篠崎：伊藤久哉
- 室町清子：杉葉子
- 看護婦：立花映子、小野松江
- 医者：熊谷二良[5]
- 小川：渋谷英男
- 与太者：広瀬正一、吉田真悟、島津猛
- しのぶ：森啓子
- 婆や：本間文子
- つたやの女将：三田照子[5]
- 矢口：林幹
- 河野芳江：高峰三枝子
- 倉本：村上冬樹
- 福里：伊沢一郎[5]
- 麻生周治：上原謙

## スタッフ
以下のスタッフ名は東宝に従った。
- 製作：安達英三朗
- 原作：矢代静一、山田隆之
- 脚本：若尾徳平
- 音楽：奥村一
- 撮影：栗林実
- 美術：阿久根巌
- 録音：長岡憲治
- 照明：田中義男
- 助監督：船床定男
- 監督：本多猪四郎